# Elasmoscelis paliensis
Elasmoscelis paliensis är en insektsart som beskrevs av Synave 1962. Elasmoscelis paliensis ingår i släktet Elasmoscelis och familjen Lophopidae. Inga underarter finns listade i Catalogue of Life.